# Tanzkreis Wald
Der Tanzkreis Wald ist eine der größten Volkstanzgruppen in Wien und beschäftigt sich mit der Pflege österreichischer Volkstänze und Sprachinseltänze. 

## Geschichte
Der Tanzkreis wurde 1955 durch Hella Wald gegründet und begann 1964 mit der Veranstaltung des Sommertanzens in Wien.
1968 wurde die Tanzlmusi Wald gegründet. Dann begann die Ausrichtung des jährlichen Landlerisch Tanzen, einer Volkstanzveranstaltung mit einem ansonsten unüblich hohen Anteil an Landlern. 1985 wurde ein Tanzboden im Garten des Schloss Neuwaldegg in Wien errichtet. Nach der Schließung des Bildungshauses Schloss Neuwaldegg im Jahre 1998 wurde in einem Gasthaus am Cobenzl getanzt. Später dann Errichtung eines Tanzbodens im Park des Barockschlosses Miller-Aichholz in Wien (Europahaus Wien).

## Veranstaltungen
Wöchentlich, ausgenommen während der Sommermonate, wird von der Gruppe ein Offenes Tanzen veranstaltet. Offenes Tanzen ist der in der Volkstanzszene übliche Begriff für Tanzabende, die auch Gästen offenstehen, im Gegensatz zu den sogenannten „Gruppenabenden“, wo das nicht selbstverständlich ist. Während der Sommermonate, in denen die meisten Volkstanzgruppen eine Pause machen, wird zweimal wöchentlich vom Tanzkreis Wald im Westen Wiens, im Schlosspark des Europahauses, auf einem Tanzboden im Freien das sogenannte „Sommertanzen“ veranstaltet, welches so zum sommerlichen Treffpunkt der Wiener Volkstanzszene wird.